# Hiệu ứng Dole
Hiệu ứng Dole, được đặt tên theo Malcolm Dole, mô tả sự bất bình đẳng về tỷ lệ của đồng vị nặng 18O (một nguyên tử oxy "tiêu chuẩn" với hai neutron bổ sung) so với 16O nhẹ hơn, được đo trong khí quyển và nước biển. Tỷ lệ này thường được ký hiệu là δ<sup id="mwDQ">18</sup>O.
Nó đã được nhận thấy vào năm 1935  rằng không khí chứa nhiều 18O hơn so với nước biển; điều này đã được định lượng vào năm 1975 đến 23,5, nhưng sau đó được tinh chỉnh thành 23,88 vào năm 2005. Sự mất cân bằng phát sinh chủ yếu là do hô hấp ở thực vật và động vật. Do nhiệt động lực học của các phản ứng đồng vị, hô hấp loại bỏ nguồn phát - do đó phản ứng mạnh hơn - 16O ưu tiên đến 18O, làm tăng lượng tương đối 18O trong khí quyển.
Sự bất bình đẳng được cân bằng bởi quang hợp. Quang hợp phát ra oxy có cùng thành phần đồng vị (nghĩa là tỷ lệ giữa <sup id="mwIw">18</sup>O và <sup id="mwJA">16</sup>O) là nước (H2O) được sử dụng trong phản ứng, không phụ thuộc vào tỷ lệ khí quyển. Do đó, khi mức 18O trong khí quyển đủ cao, quá trình quang hợp sẽ đóng vai trò là yếu tố khử. Tuy nhiên, là một yếu tố phức tạp, mức độ phân đoạn (tức là thay đổi tỷ lệ đồng vị) xảy ra do quang hợp không hoàn toàn phụ thuộc vào nước được tạo ra bởi nhà máy, vì sự phân đoạn có thể xảy ra do sự bốc hơi ưu đãi của H216O - đồng vị oxy mang nước nhẹ hơn, và các quá trình nhỏ nhưng quan trọng khác.

## Áp dụng hiệu ứng Dole
Do sự bốc hơi làm cho nước biển và đất liền có tỷ lệ khác nhau từ 18O đến 16O, hiệu ứng Dole sẽ phản ánh mức độ quan trọng của quang hợp trên đất liền và trên biển. Việc loại bỏ hoàn toàn năng suất trên đất sẽ dẫn đến hiệu ứng Dole thay đổi -2-3 ‰ từ giá trị hiện tại là 23,5 ‰.
Độ ổn định (trong vòng 0,5 ‰) của tỷ lệ 18O đến 16O trong khí quyển đối với nước mặt biển kể từ vùng gian băng cuối cùng (130 000 năm trước), như xuất phát từ lõi băng, cho thấy năng suất trên mặt đất và trên biển đã thay đổi cùng nhau trong khoảng thời gian này
Các biến thể ngàn năm của hiệu ứng Dole đã được tìm thấy có liên quan đến các sự kiện biến đổi khí hậu đột ngột ở khu vực Bắc Đại Tây Dương trong suốt 60 kyr vừa qua. Mối tương quan cao của hiệu ứng Dole với speleothem δ18O, một chỉ số cho lượng mưa gió mùa, cho thấy nó có thể thay đổi năng suất mặt đất ở vĩ độ thấp. Biến quy mô quỹ đạo của hiệu ứng Dole, đặc trưng bởi các giai đoạn 20-100 kyr, đáp ứng mạnh mẽ với Trái Đất quỹ đạo lệch tâm và tuế sai, nhưng không nghiêng.
Hiệu ứng Dole cũng có thể được áp dụng như một chất đánh dấu trong nước biển, với các biến đổi nhỏ trong hóa học được sử dụng để theo dõi một "mẫu" rời rạc và xác định tuổi của nó.